# 阿鲁河畔土伦
阿鲁河畔土伦（法語：Toulon-sur-Arroux，法語發音：[tulɔ̃ syʁ aʁu]），法国中部市镇，位于勃艮第-弗朗什-孔泰大区索恩-卢瓦尔省，隶属于沙罗勒区，其市镇面积为43.73平方公里，2022年1月1日时人口数量为1,447人，在法国城市中排名第7,137位。
阿鲁河畔土伦位于索恩-卢瓦尔省西部，阿鲁河畔，是一个区域性的中心城市，多个方向的公路在此交汇。

## 地名来源
“Toulon”一名最初以拉丁语“Telonnum”的形式被标记于波伊廷格地图中，该名称的来源及含义尚有待考证。在1801年以前，当地的官方名称为“Bel-Air-sur-Arroux”。

## 历史
阿鲁河畔土伦的早期历史尚不清楚。中世纪初，阿鲁河畔土伦所在区域是沙隆伯国的一部分，伯爵朗贝尔于公元977年左右将该区域献给了帕赖主教。12世纪初，阿鲁河畔土伦先后兴建了施洗约翰教堂和一座横跨阿鲁河的石制桥梁。根据当地传说，阿鲁河大桥在修建中遇到了恶魔的阻拦，致使其工程推迟了数十年，故该桥又被称为“魔鬼桥”（Pont du diable）。宗教战争期间，胡格诺派军队于1554年占领土伦并烧毁了当地的教堂。法国大革命后，阿鲁河畔土伦成为索恩-卢瓦尔省的一个市镇。1806年，罗西耶尔（Rosières）整体并入阿鲁河畔土伦。19世纪中后期，随着公路网的完善，阿鲁河畔土伦逐渐成为一个公路枢纽。1893年，一条途径阿鲁河畔土伦的地方铁路建成通车，后于1953年关闭。
在地方文化历史探究方面，当地的地方史爱好者创建了“Toulon patrimoine 71”联盟。

## 地理

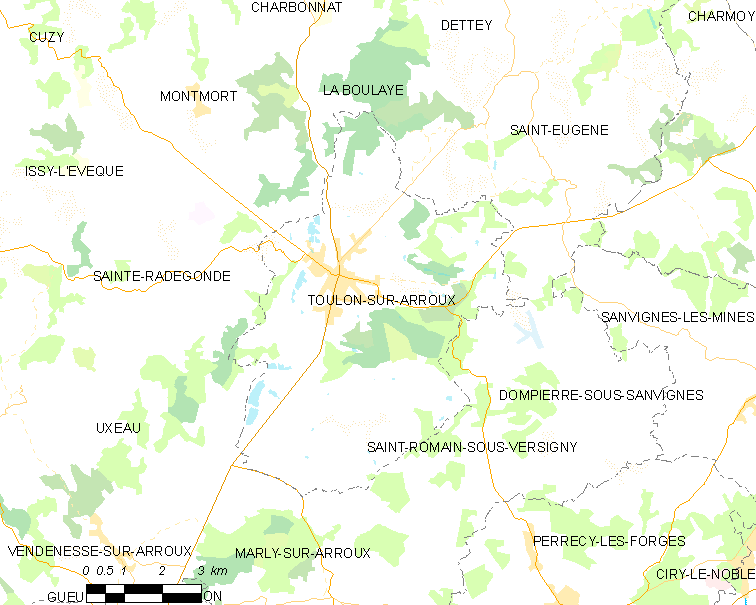
阿鲁河畔土伦市镇范围地图

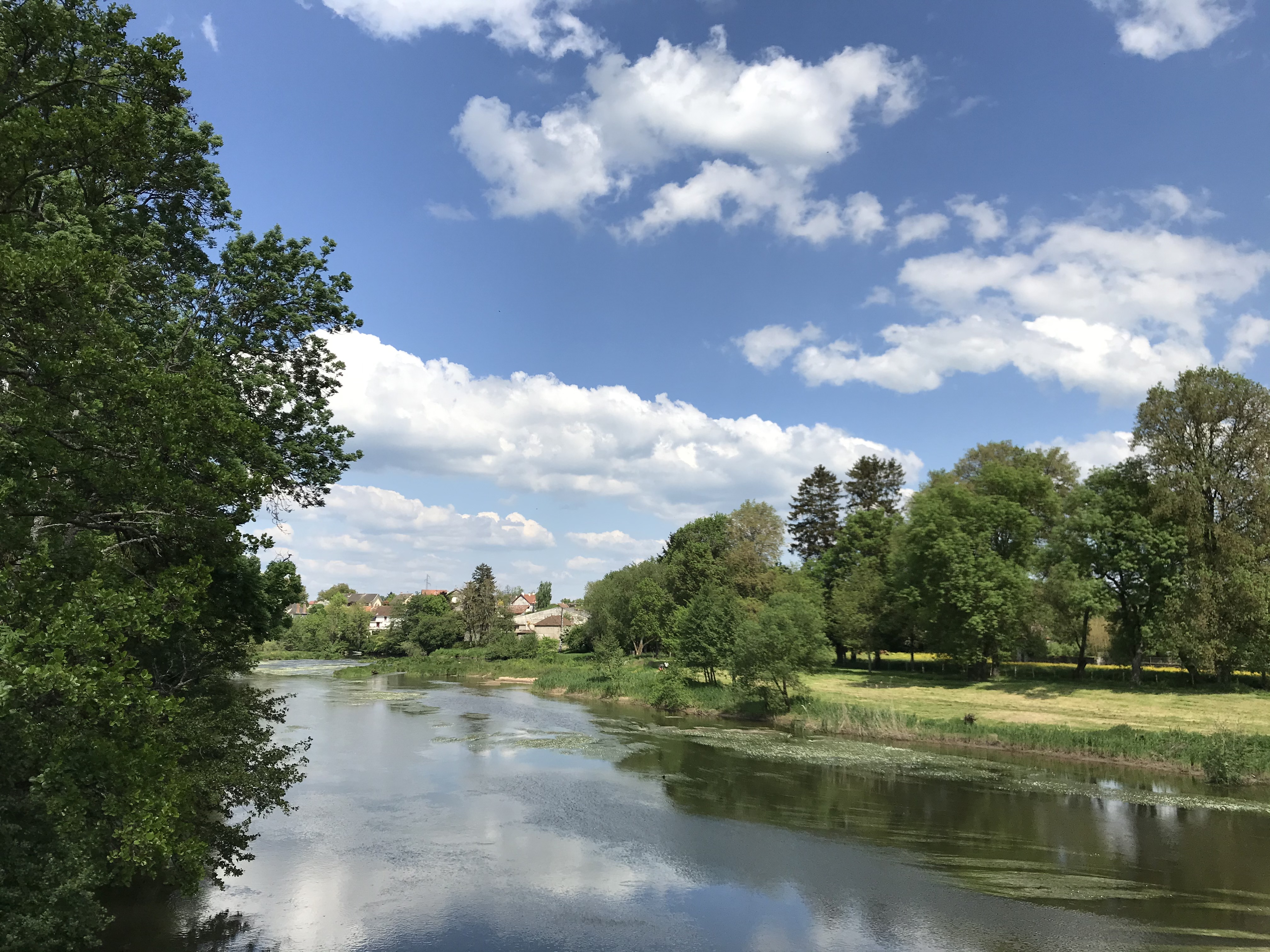
阿鲁河

阿鲁河畔土伦位于法国中部偏东，勃艮第-弗朗什-孔泰大区西部和索恩-卢瓦尔省西部，距离省会马孔大约96公里。与阿鲁河畔土伦接壤的市镇包括：蒙莫尔、拉布莱、圣欧仁、圣拉德贡德、于克索、阿鲁河畔旺德内斯、栋皮埃尔苏桑维涅、阿鲁河畔马尔利和圣罗曼苏韦尔西尼。

### 地形
阿鲁河畔土伦位于莫尔旺山南侧边缘地带，其南侧与沙罗勒相连，其境内以平原和浅丘为主，市镇中心地势较为平坦，全境海拔在245到391米之间。

### 水文
阿鲁河畔土伦位于卢瓦尔河流域范围内，阿鲁河自北向南流经镇中心西侧，其左岸支流蓬坦溪（ruisseau du Pontin）在此与其交汇。

### 植被
阿鲁河畔土伦属于温带阔叶混交林区，林地主要分布于河流附近。
在鲜花城市的评比中，阿鲁河畔土伦被评为1星级鲜花城市。

### 气候
阿鲁河畔土伦在柯本气候分类法中属于带有一定大陆性特征的温带海洋性气候（Cfb）。

## 行政区划
阿鲁河畔土伦的市镇编号为71542，邮政编号为71320。
在行政管理方面，阿鲁河畔土伦隶属于法国勃艮第-弗朗什-孔泰大区索恩-卢瓦尔省沙罗勒区；在地方选举方面，阿鲁河畔土伦隶属于格尼翁县，其市镇范围全境被划入索恩-卢瓦尔省第二选区；在社会管理方面，阿鲁河畔土伦是阿鲁河、卢瓦尔河和索姆河之间市镇公共社区的组成部分。
截至2023年6月，阿鲁河畔土伦市镇范围内暂无任何城市敏感街区及城市政策优先街区。
法国国家统计与经济研究所（简称）在进行数据统计时，未将阿鲁河畔土伦划入任何城市核心区（Unité urbaine）、城市区（Aire urbaine）及城市辐射区（Aire d'attraction）。此外，还将阿鲁河畔土伦市镇整体看作一个“块区”（IRIS），以便于统计人口分布情况。

## 交通

### 公路
索恩-卢瓦尔省省道D985线和D994线在阿鲁河畔土伦镇中心十字交汇，另有多条省道经过其境内。勃艮第-弗朗什-孔泰大区下属的城际客运提供巴士线路，可前往周边部分市镇。
2019年，66.6%的阿鲁河畔土伦家庭拥有至少一辆私人汽车。2016年，阿鲁河畔土伦境内共发生各类交通事故1起，造成1人受伤。
| 26 | 59 |

| 23 | 29 |

| 马孔 | 93 |

| 蒙索莱米讷 | 22 |

| 沙罗勒 | 35 |

| 波旁朗西 | 38 |

| 吕济 | 19 |

| 格尼翁 | 12 |

### 铁路
距离阿鲁河畔土伦最近的运营中的客运铁路车站为17公里外的热讷拉尔站，该停靠往返于蒙沙南和帕赖勒莫尼亚勒一线的区域列车。

### 航空
距离阿鲁河畔土伦最近的民用航空站为118公里外的多勒机场。

### 城市公共交通
截至2023年6月，阿鲁河畔土伦暂无城市公共交通系统。

## 政治
阿鲁河畔土伦的现任市长为贝尔纳·拉布罗斯先生（Bernard LABROSSE），他是一名左翼无党派人士，在2020年的市政选举中获得了100.00%的支持率（无其他候选人）。
在2022年的法国总统大选中，法国第25任总统埃马纽埃尔·马克龙在阿鲁河畔土伦获得了52.57%的支持率。

## 人口
2020年，阿鲁河畔土伦市镇人口数量为1,472，在法国排名第7,137位。其中男性726人，女性784人，75岁及以上人口占18.6%，外籍人口数量为26人，人口密度为34人/平方公里，当地居民被称为（男性）或（女性）。2020年，阿鲁河畔土伦境内出生14人，死亡人口38人。
| 阿鲁河畔土伦1901年－2020年人口变化情况 |
|                                        |
| 数据来源：Cassini、INSEE               |

## 经济
阿鲁河畔土伦是一个区域性的中心市镇。截至2023年6月，阿鲁河畔土伦市镇范围内共有各类用人单位（包含自雇）213家，平均历史为22年，其中97.94%为中小型企业（PME），2023年4月至6月间，当地的经济活力指数为0。（房地产）是当地2021年营业额最高的三个企业，为157,673欧元。

## 财政与居民收入
2021年，阿鲁河畔土伦的财政收入总额为1,567,880欧元，财政支出总额为1,323,470欧元，当年的债务总额为740,540欧元。2021年，阿鲁河畔土伦市镇通过增值税获得150,670欧元的收入，此外当地还共获得了188,040欧元的国家直接财政补助。
2020年，阿鲁河畔土伦的人均月收入总额为1,879欧元，低于法国平均水平（2,303欧元）。
2019年，阿鲁河畔土伦境内的青壮年（15至64岁）失业率为7.8%；当地45.1%的家庭拥有纳税资格，平均纳税1,968欧元，低于法国平均水平（3,910欧元）。

## 社会事务

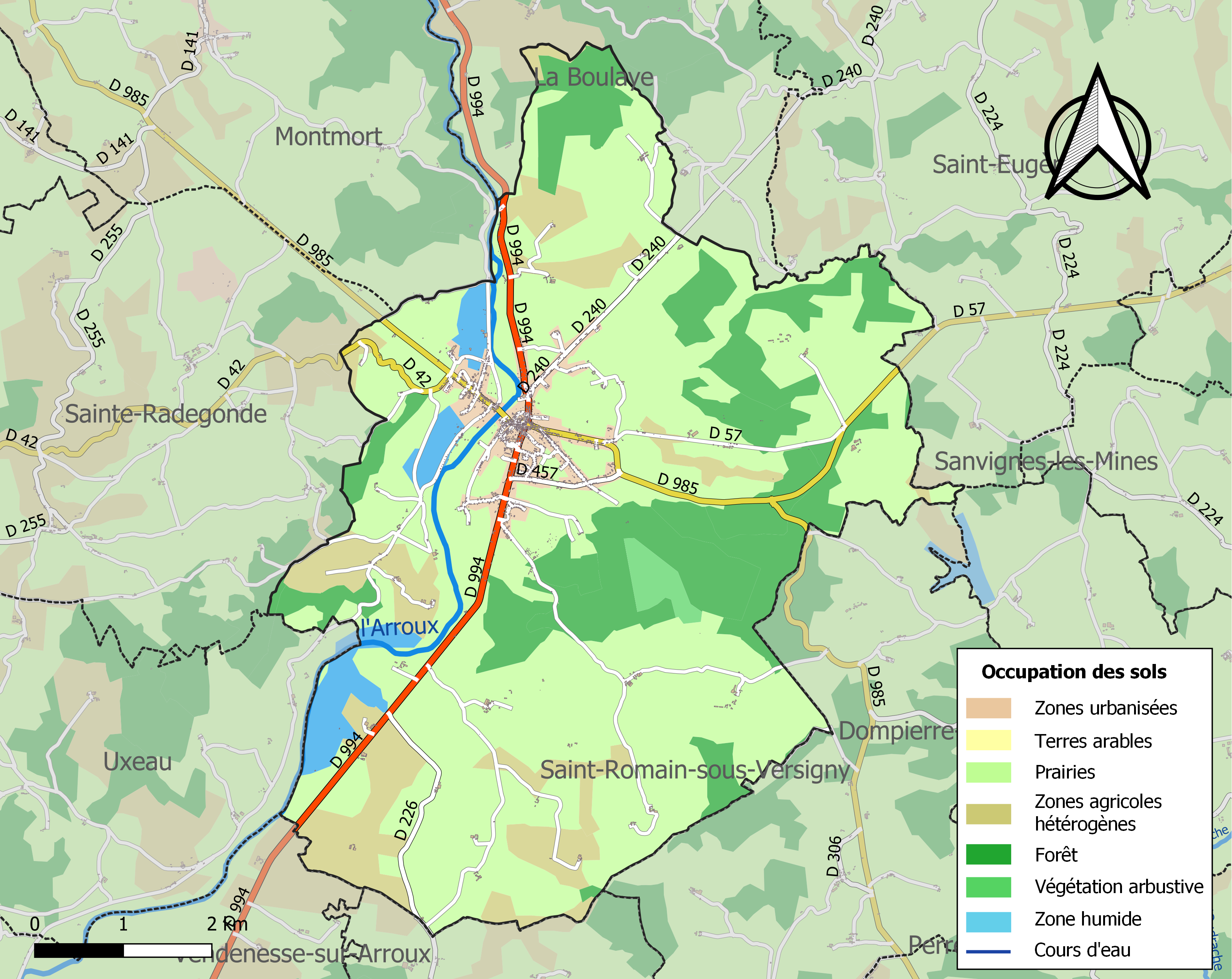
阿鲁河畔土伦土地利用情况地图

### 教育
阿鲁河畔土伦属于第戎学区。截至2021年1月1日，阿鲁河畔土伦境内共有1所幼儿园和1所小学。

### 医疗
截至2021年1月1日，阿鲁河畔土伦境内共有全科医生3名、保健师1名和护士5名。境内共有药房1家。
莱马罗尼耶地方医院（Hôpital local Les Marronniers）是法国的一个区域性医疗机构，其主病区位于阿鲁河畔土伦市区，设有床位103个，是当地规模最大的公立综合性医院。

### 住房
2019年，阿鲁河畔土伦境内共有各类住房974套，其中86.2%为独立式居民区，13.8%为集中式居民区。常住房屋占阿鲁河畔土伦市镇范围内居民建筑总量的75.5%。
在住房保障政策方面，2021年，阿鲁河畔土伦境内共有97户家庭获得了住房经济补助，受益人数占总人口数量的6.6%，其中99份为房租补助。

### 商业
2021年，阿鲁河畔土伦境内共有各类实体商铺34家，其中餐厅3家、大型超市1家、面包房2家、肉铺2家、银行门店1家、美容美发店3家、汽车维修店4家。市区南部建有一家bi1便民超市。

### 体育
2021年，阿鲁河畔土伦境内共有2处网球场和1处足球或橄榄球场。
截至2023年6月，阿鲁河畔土伦境内共有两家注册足球俱乐部。土伦体育之星（ES Toulon，编号514842）是当地的代表性足球队，其主队2022至2023赛季参加索恩-卢瓦尔省足球联赛乙组（法国第十级别），其主场为加斯东·穆通球场（Stade Gaston Mouton）。

### 环境
阿鲁河畔土伦的环境事务由其所属的阿鲁河、卢瓦尔河和索姆河之间市镇公共社区联合各级政府协调负责。2021年，阿鲁河畔土伦境内暂无污染企业。

### 治安
阿鲁河畔土伦及其附近的共132个市镇是沙罗勒国家宪兵队（zone gendarmerie de Charolles）的管辖范围。2020年，该宪兵队累计记录各类案件2,148起，其中盗窃类案件1,021起，经济类案件409起，毒品交易类案件95起。

## 文化

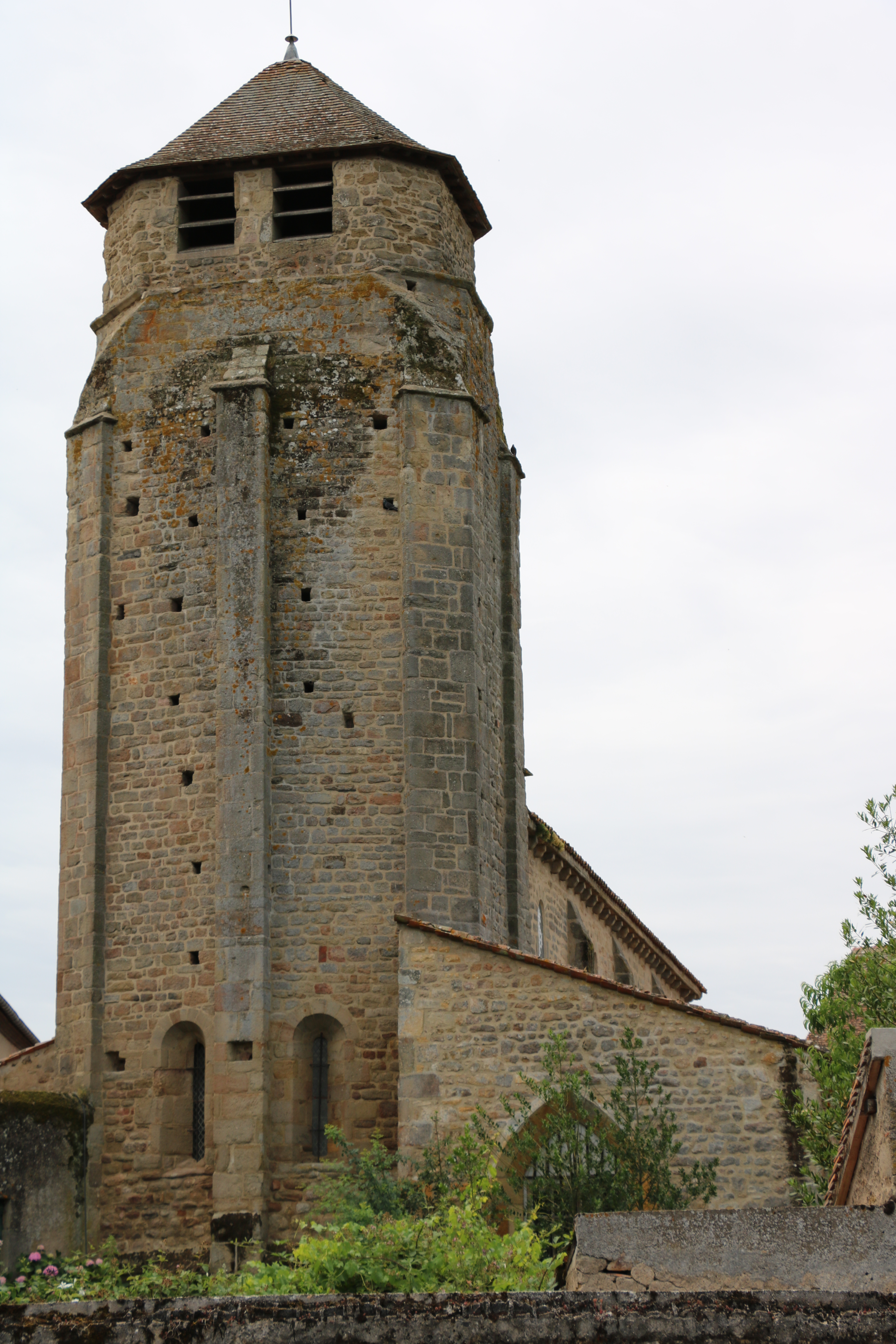
施洗约翰教堂塔楼

2021年，阿鲁河畔土伦境内暂无任何文化设施。阿鲁河畔土伦市政府提供市政图书馆，每周一、三、六向公众开放。

### 建筑
阿鲁河畔土伦境内有多处历史建筑，其中施洗约翰教堂为法国国家文物保护单位。

### 旅游
阿鲁河畔土伦的旅游事务由其所属的阿鲁河、卢瓦尔河和索姆河之间市镇公共社区负责。2022年，阿鲁河畔土伦境内共有2个露营地，可容纳共118辆露营车。

### 媒体
法国主要的媒体均可在阿鲁河畔土伦接收，法国电视三台下属的勃艮第-弗朗什-孔泰大区频道在部分时段播出阿鲁河畔土伦所在索恩-卢瓦尔省的地方新闻。《索恩-卢瓦尔省日报》、蓝色法兰西勃艮第广播等是当地主要的地方性媒体。

## 相关人物
法国政治家让·拉维尔出生于阿鲁河畔土伦。

## 友好城市
截至2023年6月，阿鲁河畔土伦共与一座城市建立了友好城市关系：
- 圣皮埃尔